# Hoplothrips minutalis
Hoplothrips minutalis är en insektsart som beskrevs av Ian A. Hood 1954. Hoplothrips minutalis ingår i släktet Hoplothrips och familjen rörtripsar. Inga underarter finns listade i Catalogue of Life.